# Panagiotis Verdes
Panagiotis Verdes (Chiliomodi, Corintia) es un inventor y diseñador griego, creador de las variaciones del Cubo de Rubik de 6x6x6 hasta 11x11x11. Es responsable de los diseños de las variaciones del Cubo de Rubik: 6x6x6, 7x7x7, 8x8x8 y 9x9x9, aunque también ha trabajado en nuevos diseños de las versiones 2x2x2 y 11x11x11.

## Trabajo
Antes de los diseños de Panagiotis Verdes se pensaba que el cubo de 6x6x6 era imposible debido a las limitaciones geométricas. La invención de Verdes utiliza un mecanismo completamente diferente a los cubos de Rubik más pequeños; su mecanismo se basa en superficies cónicas de ángulo recto concéntricos, cuyos ejes de rotación coincidan con los semi-ejes del cubo.
Las patentes de los cubos se adjudicaron en 2004, y la producción en serie comenzó en 2008. El mecanismo de Verdes, permite cubos de hasta 11x11x11, ya que, cubos mayores, presentan limitaciones geométricas.